# Gasparro Fuscolillo
Gasparro (o Gasparo) Fuscolillo (... – Sessa Aurunca (?), 1571/1581 ca.) fu un cronista napoletano, attivo intorno alla metà del Cinquecento, di cui è conosciuta una sola opera, una cronaca tramandataci da un solo testimone, un codice cartaceo autografo in una lingua italiana di tipo napoletano.

## Biografia

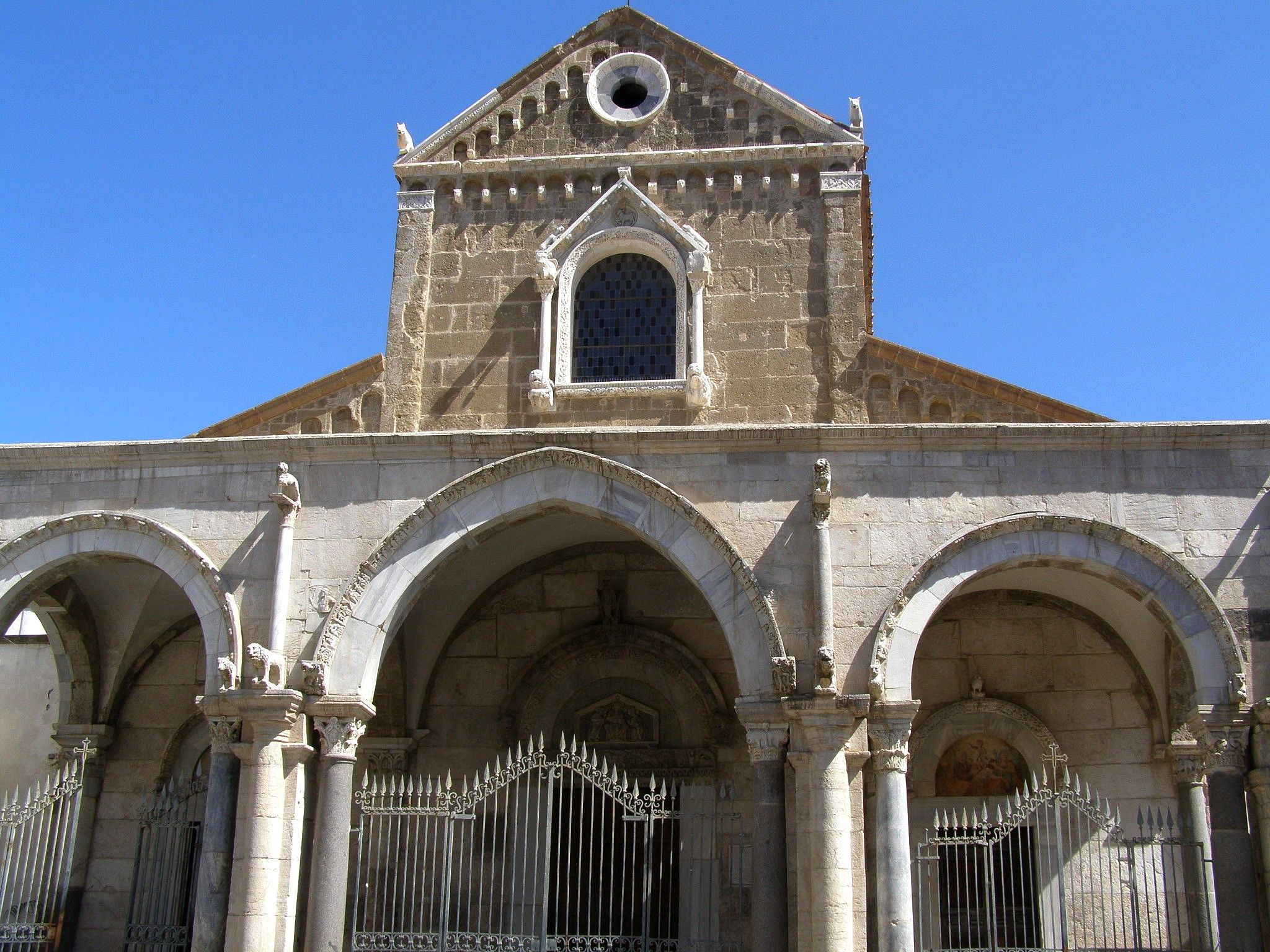
Cattedrale di Sessa Aurunca: prospetto frontale e porticato

Poche sono le notizie su di lui: nel silenzio totale dei documenti, l'unica fonte biografica è la sua stessa cronaca, dalla quale si sa che fosse figlio di tali Giovanni (Ioanni Fusculillu) e Maria.
Egli stesso, a più riprese, informa orgoglioso il lettore della sua carica di canonico del capitolo della cattedrale di Sessa Aurunca.
Data post quem per l'attribuzione del canonicato è il 1542, anno in cui, con il titolo religioso, racconta di essere comparso quale testimone in una successione testamentaria. Altro punto fermo della sua biografia e del suo permanente status di canonico è il 1555.
La cronologia della sua vita è incardinata a un altro dato, stavolta anteriore: nel 1531 si trova a Napoli e si premura di procurarsi copia di un bando sul valore delle monete. Ciò ha fatto pensare che a quell'epoca dovesse essere già iniziata la raccolta di materiali in seguito trasfusa in scritti, mentre la redazione vera e propria del manoscritto tramandato potrebbe essere iniziata dopo il 17 agosto 1546.
La morte dovette avvenire sicuramente non prima del 1571, anno in cui terminano le annotazioni e in cui egli stesso è citato in una notizia. Un terminus ante quem può essere indicato con certezza nel 1581, con un'argomentazione e silentio: il suo nome è infatti taciuto da un Registro ed elenco dei canonici della cattedrale di Sessa dal 1581.
Il suo profilo letterario era piuttosto basso: la sua figura si caratterizza come di un semicolto, come mostra l'uso linguistico, le sviste e le banalizzazioni di dati storico-geografici di cui si rende protagonista, nonché l'insicura dimestichezza con il latino, incerto e corrotto.
Dalle sue scritture si ricavano anche, su base onomastica, figure di probabili suoi parenti, familiari, o omonimi: oltre ai genitori, un giudice e un medico.
Nel già citato Registro ed elenco dei canonici della cattedrale di Sessa dal 1581, sono inoltre nominati altri religiosi capitolari con lo stesso cognome che è possibile fossero suoi discendenti.

## Opere

### Cronaca del Fuscolillo
Il canonico di Sessa Aurunca fu autore di una compilazione di materiali storiografici, quasi interamente in volgare, alcuni dei quali scritti di propria mano, altri ripresi o adattati da altri autori.

#### Struttura e contenuti
La silloge di Fuscolillo è composta da tre libri, scritti quasi interamente in volgare napoletano (salvo l'occasionale comparsa di un latino alquanto corrotto), preceduti da un'epitome di storia del Regno di Napoli in lingua latina:
L'opera è suddivisa come segue:
- Scrittura iniziale: unica parte interamente in latino, contiene una storia sommaria del Regno di Napoli.
- Primo libro: raccoglie notizie storiche, essenzialmente concentrate su Napoli, e prevalentemente riferite al periodo 1432-1507.
- Secondo libro: raccoglie notizie sulle vicende di Sessa Aurunca, riguardanti il Quattrocento e il Cinquecento.
- Terzo libro: inizia con un pezzo adattato dalla Breve informazione di Bartolomeo Caracciolo[6] (XIV secolo), a cui fa seguito una cronaca che giunge fino all'anno 1463, importante perché in grado di fornire notizie che non trovano riscontro in altre fonti.

La compilazione contiene materiali eterogenei: in parte si compone di annotazioni di carattere cronachistico/annalistico, vergate di propria mano dal canonico e relative all'epoca in cui egli visse (intorno alla metà del Cinquecento), in parte è un repertorio di notizie raccolte dall'autore su un ampio arco di tempo relativo a epoche precedenti, in parte è una riproduzione di una narrazione storiografica scritta da altri, in epoca anteriore (la Cronaca che figura nella parte iniziale del primo libro, opera di autore ignoto di fine Quattrocento, o la parte attinta dalla Breve Informazione di Bartolomeo Caracciolo, inserita all'inizio del terzo libro).

#### Edizioni
La sua opera ha ricevuto finora due edizioni, una ottocentesca a cura di Bartolommeo Capasso (1876) e una seconda nel 2008, l'edizione critica di Nadia Ciampaglia, scaturita da una tesi di dottorato del 1997, confluita poi, con gli auspici dell'Istituto Storico Italiano per il Medio Evo, in una pubblicazione all'interno della collana editoriale «Testis temporum: Fonti e studio sul medioevo dell'Italia centrale e meridionale», curata da Fulvio Delle Donne per la casa editrice Nuovi Segnali:
- Bartolommeo Capasso, Le Cronache de li antiqui Ri del Regno di Napoli di D. Gaspare Fuscolillo, in «Archivio storico per le province napoletane» I, 1876, pp. 35–81, pp. 533–64, pp. 621–48;
- Nadia Ciampaglia, Gasparro Fuscolillo. Croniche. Edizione critica e studio linguistico, in «Testis temporum. Fonti e studio sul medioevo dell'Italia centrale e meridionale»», collana curata da Fulvio Delle Donne, Editore Nuovi Segnali, 2008 ISBN 978-8-88-979007-6

### Altre opere
Oltre a quello che è tramandato, egli stesso dichiara di essere autore di altri scritti e di appunti sparsi e non ancora organizzati in libri. Tali materiali vengono da lui indicati come a disposizione del lettore che vi volesse cercare ciò che non era stato in grado di trovare nel suo manoscritto. Di tali opere, tuttavia, non è stato tramandato nulla.